# Fahne und Wappen des Kantons und der Gemeinde Schwyz
Die Fahne und das Wappen des Kantons Schwyz und der Gemeinde Schwyz stellen ein weisses Kreuz im Obereck auf rotem Grund dar.
Die Standesfarbe ist Rot.
Neben Luzern und Tessin ist Schwyz einer von drei Kantonen, dessen Kantonswappen sich von der Kantonsfahne unterscheidet: im Wappen steht das Kreuz im heraldisch rechten Obereck, in der Fahne heraldisch links auf der Schaftseite.

## Blasonierung
Die Blasonierung des Schwyzer Wappens lautet laut Mühlemann (1977): «In Rot ein silbernes Kreuzchen im linken Obereck.»
1963 beschloss der Regierungsrat des Kantons Schwyz folgende offiziellen Abmessungen des Kreuzes:
1. «Die unter sich gleichlangen Arme des Kreuzes sind je dreimal länger als breit.»
2. «Die ganze Balkenlänge beträgt 1/3 der waagrechten Seitenlänge der Fahne oder des Wappenschildes.»
3. «Der Abstand vom Fahnen- oder Wappenrand beträgt 1/3 einer Armlänge.»

## Geschichte

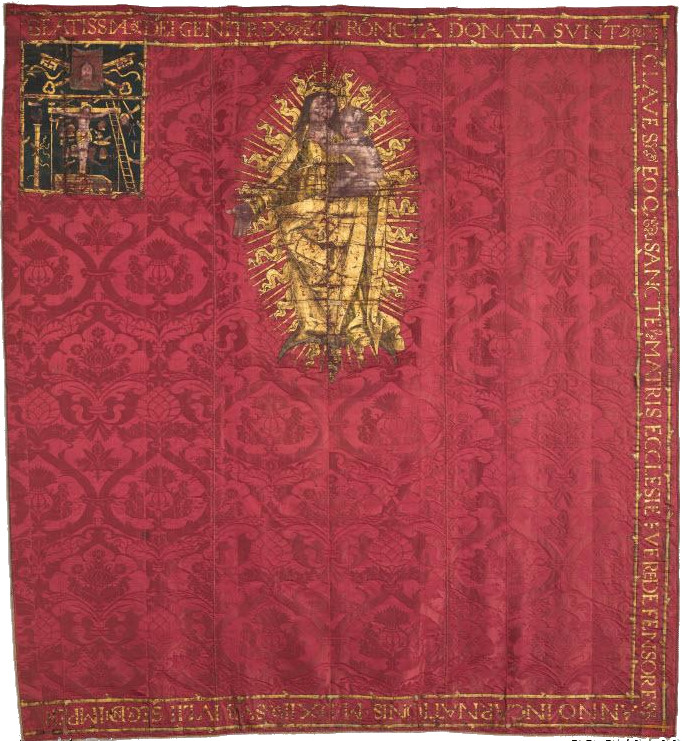
Das Schwyzer Juliusbanner von 1513

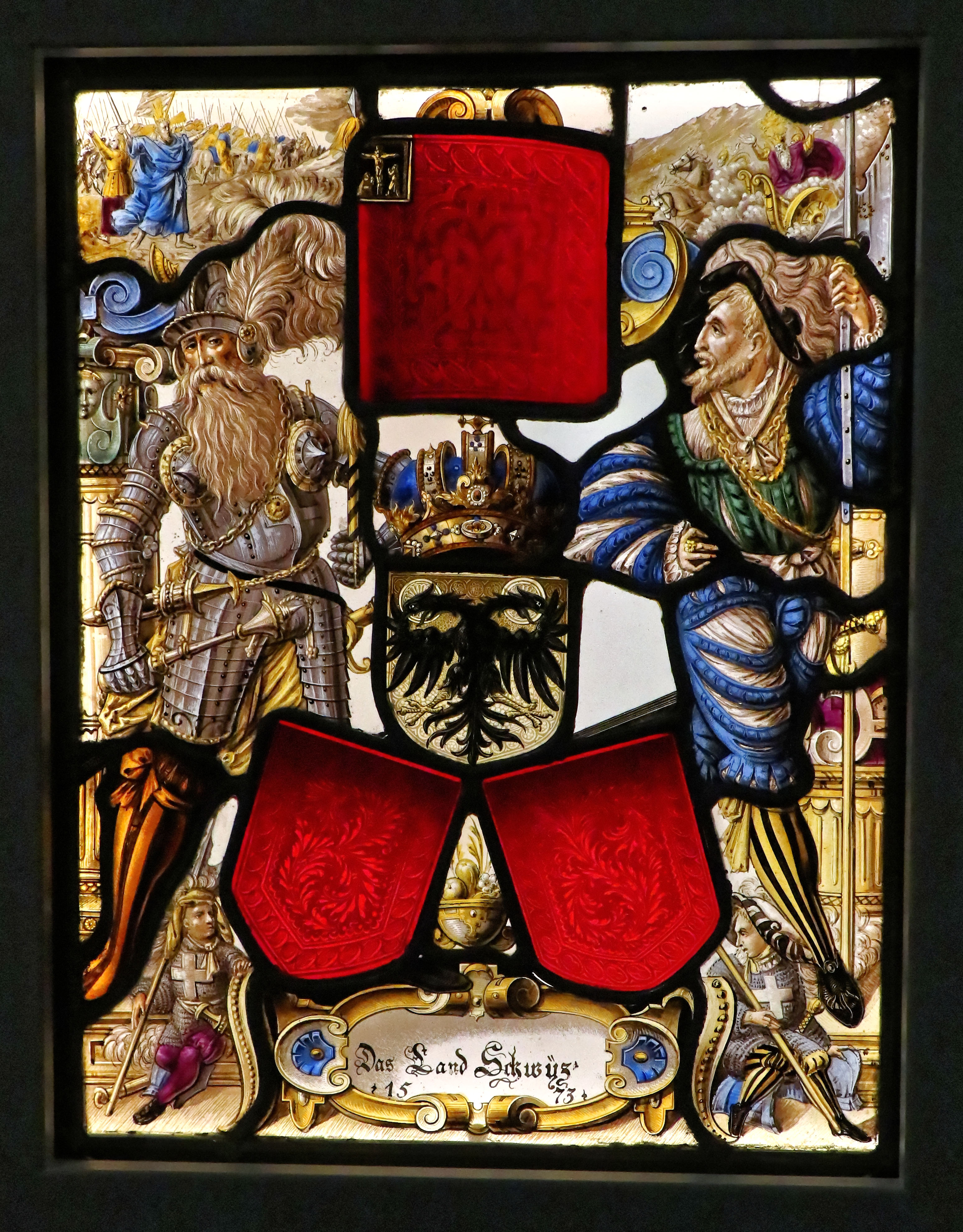
Standesscheibe von 1573 (vermutlich ein Geschenk der Schwyzer Obrigkeit für die Abtei Einsiedeln)

Das Banner des Kantons Schwyz war seit dem späteren 13. Jahrhundert ein rechteckiges rotes Seidentuch. Das älteste erhaltene Banner datiert auf das späte 13. oder frühe 14. Jahrhundert und wurde laut Tradition am Morgarten getragen (1315). Es ist rechteckig, mit einer Höhe von 140 cm und einer Breite von 95 cm und besteht aus brüchiger roter (stark verblasster) Seidentaffet, ohne Eckquartier oder Kreuz. Zwei weitere ähnliche erhaltene Banner aus dem 14. Jahrhundert, beide ebenfalls rechteckig, sollen bei Laupen (1339) und Sempach (1386) getragen worden sein. Beide sind ohne Eckquartier erhalten, aber das Laupener Banner zeigt Nähte im Eckquartier, die auf ein entferntes Zwickelbild (19,5 cm × 14,5 cm) deuten. Das älteste Banner mit erhaltenem Eckquartier datiert auf die Mitte des 15. Jahrhunderts, das aufgenähte gemalte Zwickelbild wurde aber wohl erst nach 1479 ausgeführt.
Die Evidenz geht also dahin, dass das Schwyzer Banner seit dem 14. Jahrhundert ein Zwickelbild trug, auch wenn das älteste erhaltene Exemplar aus der Zeit nach den Burgunderkriegen stammt. Schriftlich erwähnt wird dieses Eckquartier bei Conrad Justinger und in der Berner Stadtchronik (beide um 1420). Bildlich dargestellt ist es in der Zeichnung der Schlacht am Morgarten in der Tschachtlanchronik (um 1470). Ein Bannerprivileg, das das Recht zur Darstellung der Kreuzigungsszene im Eckquartier verlieh erhielt Schwyz 1479 von Papst Sixtus IV.
Die Darstellung der Kreuzigung Christi im Eckquartier des Schwyzer Banners wird als «heilig Rych» bezeichnet, erstmals in der Berner Stadtchronik von 1420. In der Geschichtsschreibung des 19. Jahrhunderts wurde vermutet, das rote Banner sei Schwyz 1240 von Kaiser Friedrich II bei Faenza verliehen worden, und das bestehende Banner sei 1289 von Rudolf von Habsburg um das «heilig Rych» vermehrt worden.
Das Schwyzer Juliusbanner von 1512 hat eine voll ausgearbeitete Kreuzigungsszene im Eckquartier.
Neben dem Gekreuzigten werden die Marterwerkzeuge gezeigt, über dem Kreuz ausserdem zwei gekreuzte Schlüssel mit dem Tuch der Veronika. Im roten Feld ist ausserdem eine mit Goldfarbe aufgemalte Madonna mit Kind in einer Strahlenmandorla auf einer gestürzten Mondsichel stehend. Das Banner ist gut erhalten und wird im Bundesbriefarchiv aufbewahrt.
Auch später im 16. Jahrhundert werden in Anlehnung an das Juliusbanner noch gelegentlich die Arma Christi abgebildet, in anderen Standesscheiben dagegen der Gekreuzigte mit Maria und Johannes (wie im Zwickelbild von Unterwalden).
Seit etwa 1490 wurden die Banner der Kantone auch als Wappenschild dargestellt, namentlich in der Form von Standesscheiben. Das Wappen von Schwyz in diesen Darstellungen zeigt ebenfalls lediglich einen roten Schild. Im 16. und 17. Jh. blieb der Wappenschild meist einfach in Rot, während das Kantonsbanner meist mit der Kreuzigungsszene im Eckquartier dargestellt wurde.
Ein früher Beleg für das weisse Kreuz im Eck des Wappenschildes ist eine Standesscheibe von 1579. Das Kreuz ist hier heraldisch rechts.
Seit dem 17. Jh. wurde das Wappen in Drucken zunehmend mit weissem Kreuz dargestellt. Johann Siebmachers Wappenbuch (1605) zeigt das Schwyzer Wappen noch ohne Kreuz.
Das Titelblatt von Matthäus Merians  Topographia Helvetiae von 1642 zeigt es mit Kreuz. Bereits bei Merian ist das Kreuz nun heraldisch links platziert, dies aber aufgrund der heraldischen Courtoisie, so dass auch die Wappen von Zürich, Luzern und Basel hier spiegelverkehrt erscheinen.
In der Darstellung der Kantonswappen für das Grosse vollständige Universal-Lexicon (1724) erscheint das Kreuz nach moderner Konvention heraldisch links, mit der ausdrücklichen Blasonierung: im rothen Feld / ein silbernes Creutzlein / welches im lincken Ober-Winckel gestellet.
Als im frühen 20. Jahrhundert die Kantonswappen auch in Form von Wappenbannern (Kantonsfahnen) üblich werden, tritt in der Kantonsfahne für Schwyz das weisse Kreuz an die Stelle des alten Zwickelbildes, also auf der Mastseite, was eigentlich einer Darstellung heraldisch rechts entspräche. So ist Schwyz einer von drei Schweizer Kantonen (neben Luzern und Tessin), deren Kantonsfahnen einen Unterschied zum Kantonswappen aufweisen.
Der Kantonshauptort Schwyz besteht seit 1833 auch als politische Gemeinde und führt als Gemeindewappen das  Kantonswappen.